# District de Thuong Tin
Le district de Thuong Tin (vietnamien : Thường Tín) est un district rural (Huyện) de Hanoï dans la région du Delta du Fleuve Rouge au Viêt Nam.